# Coleopter

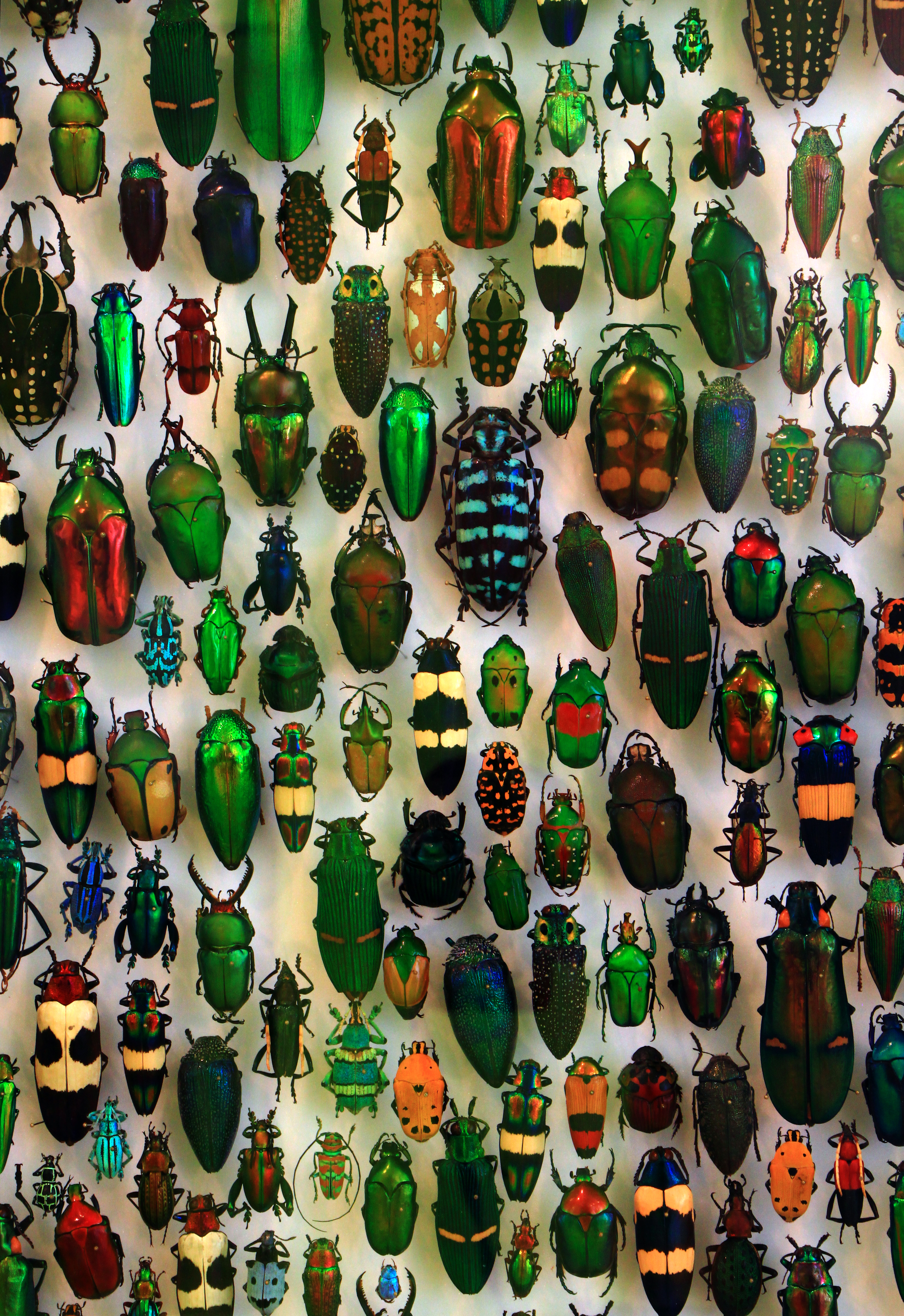
Colecție de coleoptere (detaliu) - Muzeul de Stat de Istorie Naturală din Karlsruhe, Germania.

Coleoptera (din greacă κολεός, koleos, „teacă”, și πτερόν, pteron, „aripă”) este un ordin de insecte care cuprinde mai multe specii decât oricare alt ordin biologic. Circa 40% din speciile cunoscute de insecte sunt coleoptere (aproximativ 400.000 de specii).

## Caracteristici specifice
Coleopterele au două perechi de aripi dezvoltate, cele anterioare fiind chitinizate. Capul insectelor adulte are o pereche de ochi de dimensiune variabilă, foarte rar având și oceli și o pereche de antene. Aparatul bucal este conformat pentru mestecat.

## Alcătuire
- cap

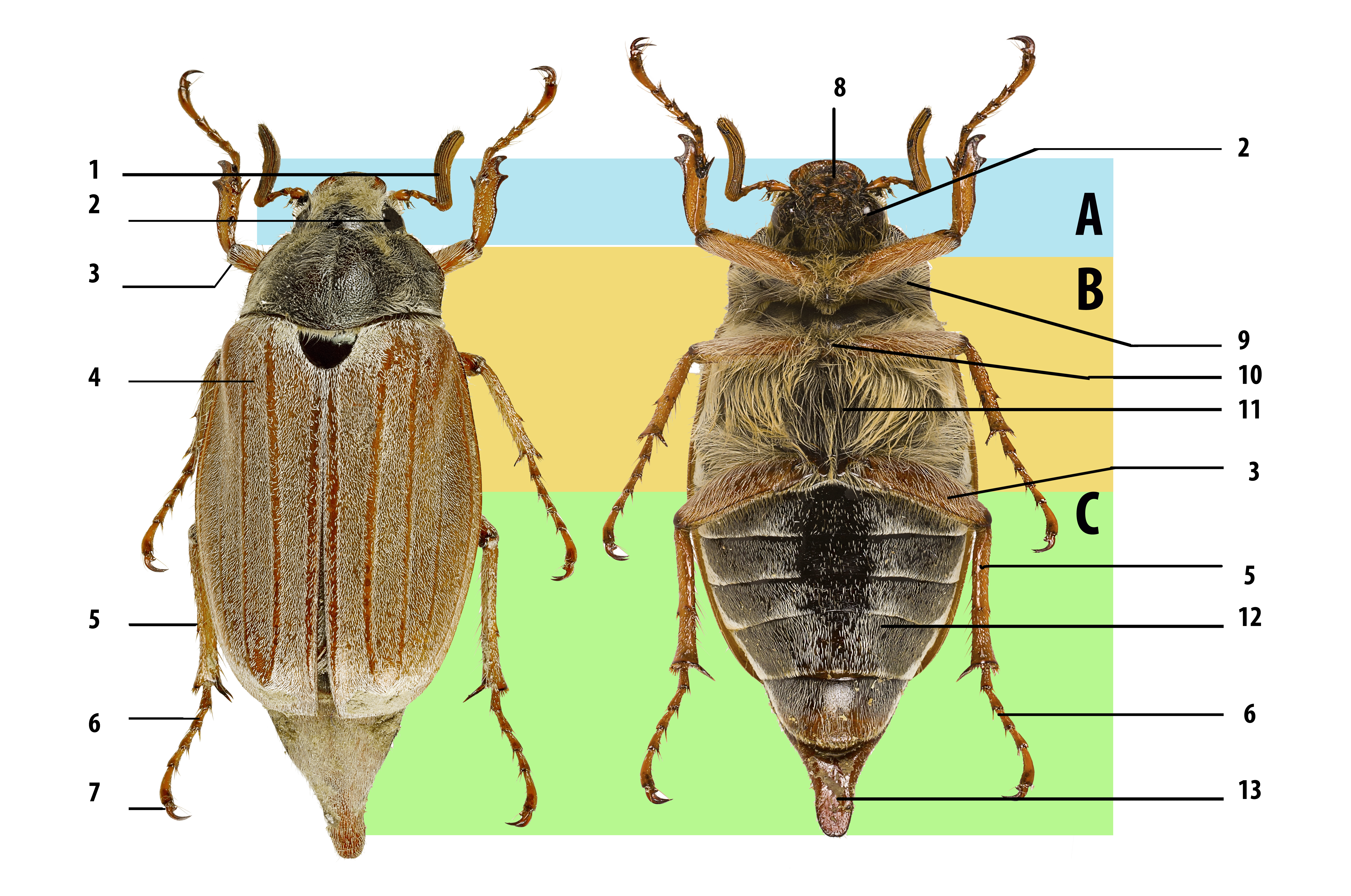
Morfologia unui coleopter (a cărăbușului).
A: capul, B: toracele, C: abdomenul.
1: antenă, 2: ochi compus, 3: femur, 4: elitră, 5: tibie, 6: tars, 7: gheare, 8: piese bucale, 9: protorace, 10: mezotorace, 11: metatorace, 12: sternite abdominale, 13: pigidiu.

1. 2 ochi compuși din mii de ochi simpli
2. 2 antene lățite, scurte, dispuse în formă de evantai
3. un aparat bucal cu 6 piese pentru rupt și mestecat

- torace, format din segmentul dorsal, aripi chitinoase și membranoase

- abdomen

1. oval, gros, format din opt segmente
2. pe părțile laterale se găsesc câte opt orificii, denumite stigme, prin care aerul intră în trahei
3. ventral - orificiul anal, orificiul genital

- 3 perechi de picioare dispuse ventral

Un astfel de coleopter este cărăbușul de mai.

## Sistematica
- Subordinul Adephaga

- Familii: Amphizoidae - Aspidytidae - Carabidae - Dytiscidae - Gyrinidae - Haliplidae - Hygrobiidae - Meruidae - Noteridae - Rhysodidae - Trachypachidae - †Colymbotethidae - †Coptoclavidae - †Liadytidae - †Parahygrobiidae - †Triaplidae - †Tritarsidae

- Subordinul Archostemata

- Familii: Crowsoniellidae - Cupedidae - Jurodidae - Micromalthidae - Ommatidae - †Magnocoleidae - †Obrieniidae - †Triadocupedidae

- Subordinul Myxophaga

- Suprafamilia Lepiceroidea

- Familii: Lepiceridae

- Suprafamilia Sphaeriusoidea

- Familii: Hydroscaphidae - Sphaeriusidae - Torridincolidae

- Suprafamilia †Asiocoleoidea

- Familii: Asiocoleidae - Tricholeidae

- Suprafamilia Rhombocoleoidea

- Familia: Rhombocoleidae

- Suprafamilia †Schizophoroidea

- Familii: Catiniidae - Schizocoleidae - Schizophoridae

- Subordinul Polyphaga

- Suprafamilia Bostrichoidea

- Familii: Bostrichidae - Dermestidae - Endecatomidae - Ptinidae

- Suprafamilia Buprestoidea

- Familii: Buprestidae - Schizopodidae

- Suprafamilia Byrrhoidea

- Familii: Byrrhidae - Callirhipidae - Chelonariidae - Cneoglossidae - Dryopidae - Elmidae - Eulichadidae - Heteroceridae - Limnichidae - Lutrochidae - Psephenidae - Ptilodactylidae

- Suprafamilia Chrysomeloidea

- Familii: Cerambycidae - Chrysomelidae - Disteniidae - Megalopodidae - Orsodacnidae - Oxypeltidae - Vesperidae

- Suprafamilia Cleroidea

- Familii: Acanthocnemidae – †Boleopsidae – Chaetosomatidae – Cleridae – Mauroniscidae – Melyridae – Metaxinidae – Phloiophilidae – Phycosecidae – Prionoceridae – Thanerocleridae – Trogossitidae

- Suprafamilia Cucujoidea

- Familii: Agapythidae - Akalyptoischiidae - Alexiidae - Biphyllidae - Boganiidae - Bothrideridae - Byturidae - Cavognathidae - Cerylonidae - Coccinellidae - Corylophidae - Cryptophagidae - Cucujidae - Cybocephalidae - Cyclaxyridae - Discolomatidae - Endomychidae - Erotylidae - Helotidae - Hobartiidae - Kateretidae - Laemophloeidae - Lamingtoniidae - Latridiidae - Monotomidae - Myraboliidae - Nitidulidae - Passandridae - Phalacridae - Phloeostichidae - Priasilphidae - Propalticidae - Protocucujidae - Silvanidae - Smicripidae - Sphindidae - Tasmosalpingidae - †Tetrameropseidae

- Suprafamilia Curculionoidea

- Familii: Anthribidae - Attelabidae - Belidae - Brachyceridae - Brentidae - Caridae - Curculionidae - Dryophthoridae - Nemonychidae - †Ulyanidae

- Suprafamilia Dascilloidea

- Familii: Dascillidae - Rhipiceridae

- Suprafamilia Derodontoidea

- Familii: Derodontidae - Jacobsoniidae - Nosodendridae

- Suprafamilia Elateroidea

- Familii: Artematopodidae - Brachypsectridae - Cantharidae - Cerophytidae - Elateridae - Eucnemidae - Lampyridae - Lycidae - Omalisidae - Omethidae - Phengodidae - Plastoceridae - Rhagophthalmidae - Rhinorhipidae - Telegeusidae - Throscidae - †Berendtimiridae - †Electrapatidae - †Praelateriidae

- Suprafamilia Histeroidea

- Familii: Histeridae - Sphaeritidae - Synteliidae

- Suprafamilia Hydrophiloidea

- Familii: Epimetopidae - Georissidae - Helophoridae - Hydrochidae - Hydrophilidae - Spercheidae

- Suprafamilia Lymexyloidea

- Familii: Lymexylidae

- Suprafamilia Scarabaeoidea

- Familii: Belohinidae – Diphyllostomatidae – Eremazidae – Geotrupidae – Glaphyridae – Glaresidae – Hybosoridae – Lucanidae – Ochodaeidae – Passalidae – Pleocomidae – Scarabaeidae – Trogidae – †Alloioscarabaeidae – †Lithoscarabaeidae – †Paralucanidae – †Passalopalpidae – †Septiventeridae

- Suprafamilia Scirtoidea

- Familii: Clambidae - Decliniidae - Eucinetidae - Scirtidae - †Elodophthalmidae - †Mesocinetidae

- Suprafamilia Staphylinoidea

- Familii: Agyrtidae - Hydraenidae - Leiodidae - Ptiliidae - Silphidae - Staphylinidae

- Suprafamilia Tenebrionoidea

- Familii: Aderidae - Anthicidae - Archeocrypticidae - Boridae - Chalcodryidae - Ciidae - Ischaliidae - Melandryidae - Meloidae - Mordellidae - Mycetophagidae - Mycteridae - Oedemeridae - Promecheilidae - Prostomidae - Pterogeniidae - Pyrochroidae - Pythidae - Ripiphoridae - Salpingidae - Scraptiidae - Stenotrachelidae - Synchroidae - Tenebrionidae - Tetratomidae - Trachelostenidae - Trictenotomidae - Ulodidae - Zopheridae

- Subordinul †Protocoleoptera

- Suprafamilia Permocupedoidea

- Familii: Permocupedidae - Taldycupedidae

- Suprafamilia Permosynoidea

- Familii: Ademosynidae - Permosynidae

- Suprafamilia Tshekardocoleoidea

- Familii: Labradorocoleidae - Oborocoleidae - Tshekardocoleidae